# Seconda battaglia dell'Aisne
La seconda battaglia dell'Aisne fu il principale e più massiccio attacco condotto lungo la strada Chemin des Dames nel 1917, durante la prima guerra mondiale.
Robert Georges Nivelle, comandante supremo dell'esercito francese, iniziò a progettare l'azione nel dicembre 1916 dopo che sostituì Joseph Joffre, reduce da numerose sconfitte. L'obiettivo era di assicurarsi un'ampia zona, circa 80 km, di trincee usate dai tedeschi per ripararsi dall'artiglieria nemica. Quando l'attacco francese prese il via nell'aprile 1917, numerose mitragliatrici e mortai tedeschi aprirono il fuoco, vanificando i futuri assalti e provocando un alto numero di perdite. La battaglia terminò in un disastro, segnando per sempre la carriera di Nivelle e causando diversi casi di ammutinamento tra le sue truppe.
Il saliente di Chemin des Dames venne occupato, seppure in misura minore rispetto ai piani di Nivelle, solamente cinque mesi dopo da Paul André Maistre durante la cosiddetta battaglia di La Malmaison.

## Premesse
Quando sostituì il generale Joffre in qualità di capo dell'esercito francese, il generale Nivelle espresse la sua ottimistica convinzione che un potente ed efficace attacco contro le linee tedesche avrebbe condotto il suo paese alla vittoria in 48 ore. Egli infatti credeva che i tedeschi fossero usciti notevolmente indeboliti dalla battaglia di Verdun e da quella della Somme e non sarebbero più stati in grado di opporre una valida resistenza, specialmente se impegnati precedentemente da alcuni attacchi diversivi condotti su larga scala dall'Esercito britannico.
Il Ministro della Guerra francese, Louis Hubert Gonzalve Lyautey, il capo di Stato Maggiore Philippe Pétain, insieme al parigrado inglese Douglas Haig, si opposero con decisione al piano di Nivelle, che per tutta risposta dichiarò che avrebbe rassegnato le dimissioni se non gli fosse stato concessa l'autorizzazione a procedere.

Nivelle fino a quel momento non aveva mai perso una battaglia e godeva della stima del Primo ministro del Regno Unito David Lloyd George, così il Primo ministro francese Aristide Briand prese la difficile decisione di assecondare i piani del suo generale, placando di fatto le proteste del Ministro della Guerra.
L'offensiva di Nivelle avrebbe dovuto contemplare l'impiego di circa un milione di uomini supportati da 7 000 mitragliatrici tra le città di Roye e Reims, concentrandosi più che altro lungo il fiume Aisne.

Iniziato a progettare nel dicembre 1916, il piano perse valore a causa delle numerose informazioni trapelate all'esercito tedesco, che alla data d'inizio delle operazioni era già a conoscenza delle sue fasi. In aggiunta, la ritirata tedesca dalla linea Hindenburg aveva fatto decadere parte delle motivazioni del piano stesso. Nonostante questi fattori e la scarsa conoscenza delle forze nemiche, Nivelle decise ugualmente di mandare all'attacco i suoi fanti.

## Storia
Il 16 aprile 1917, dopo una settimana di attacchi inglesi (battaglia di Arras), 19 divisioni francesi appartenenti alla 5ª e 6ª Armata, guidate da Olivier Mazel e Charles Mangin, attaccarono le linee tedesche lungo un fronte di 80 km da Soissons a Reims, assistiti da un massiccio quanto inutile sbarramento di artiglieria. Consci dell'attacco di Nivelle, i fanti di Max von Böhen e Fritz von Below avevano nel frattempo concentrato in posizioni strategiche svariate mitragliatrici, tra cui le nuove MG08/15, e si erano ben difesi in bunker protetti anche abbastanza in profondità nelle linee.
Nel primo giorno di combattimenti i francesi persero 40 000 uomini e 150 carri armati Schneider CA1 riuscendo però a far vacillare la 7ª Armata di von Böhen. Il giorno successivo la 4ª Armata di François Anthoine puntò ad est di Reims in direzione di Moronvilliers (oggi Thiaucourt-Regniéville), ma la 1ª Armata di von Below respinse i loro tentativi di raggiungere la cittadina.

Nivelle continuò ad ordinare attacchi in larga scala fino al 20 aprile. Qualche piccolo successo fu conseguito da Mangin ad ovest di Soissons e, nonostante le azioni offensive diminuissero di intensità nei giorni seguenti, al 5 maggio erano stati conquistati 4 km di territorio nemico e la città di Craonne. Ben poca cosa comunque in confronto agli obiettivi prefissati all'inizio delle operazioni.

## Le conseguenze

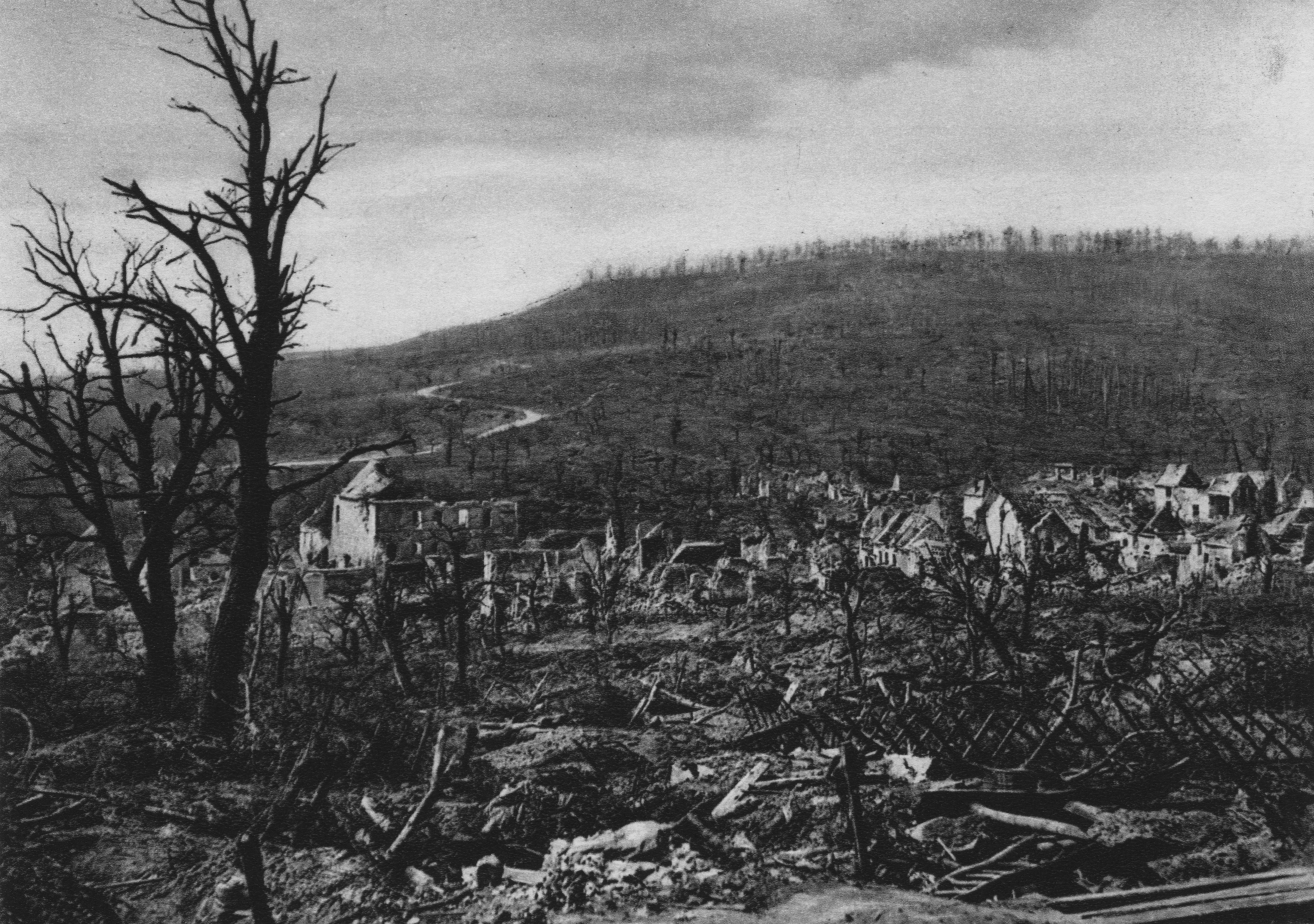
Maggio 1917: i resti del villaggio di Soupir

Nonostante sia stata caratterizzata da pesanti sconfitte, l'offensiva fece acquistare ai francesi 7 km di territorio. In ogni caso, le intenzioni iniziali di Nivelle erano molto più rosee, e non ci fu nessuno sfondamento tale da indurre nel panico le forze tedesche. A pagare il prezzo più alto furono i francesi, con perdite elevatissime che falcidiarono alcune divisioni fino al 60% dei loro effettivi.

Il 3 maggio infatti la 2ª Divisione francese si rifiutò di eseguire l'ennesimo attacco, e alcuni suoi uomini vennero fucilati per ammutinamento. Dopo quasi un'altra settimana di scontri, Nivelle bloccò tutte le operazioni il 9 maggio 1917.
Mentre i tedeschi subirono circa 40 000 tra morti, feriti e dispersi, i francesi ne registrarono 118 000. I politici e la pubblica opinione rimasero scioccati dalla sconfitta, e il 16 maggio Nivelle fu rimosso dall'incarico e trasferito in Nordafrica, rimpiazzato dal più cauto Philippe Pétain, che ordinò ai suoi uomini di mettersi sulla difensiva.

Da parte tedesca invece, il 20 maggio 1917 von Böhen venne premiato con le fronde di quercia da aggiungere alla sua Pour le Mérite, per le grandi doti di comando dimostrate nella seconda battaglia dell'Aisne.

## I francesi conquistano La Malmaison
L'atto finale della seconda battaglia dell'Aisne è chiamato la "battaglia di La Malmaison", ordinata da Pétain e condotta dai tre Corpi della 6ª Armata del generale Maistre. Le truppe francesi riuscirono ad impossessarsi di La Malmaison e del saliente di Chemin des Dames grazie all'efficacia del tiro d'artiglieria, all'uso intelligente dei carri armati, ben coadiuvati dalla fanteria.

I tedeschi furono costretti a ritirarsi e si riposizionarono nella vallata del fiume Ailette.
La vittoria delle truppe francesi, arrivata nell'ottobre 1917, non compensò interamente la disfatta di cinque mesi prima, ma segnò l'avvento di una nuova strategia basata sull'uso massiccio dell'artiglieria e dei carri armati concentrati su uno specifico punto del fronte.